# Station Blackpool Pleasure Beach
Blackpool Pleasure Beach is een spoorwegstation van National Rail in Blackpool Pleasure Beach, Blackpool in Engeland. Het station is eigendom van Network Rail en wordt beheerd door Northern Rail. 